# Böel
Böel (tiếng Đan Mạch: Bøl) là một đô thị thuộc huyện Schleswig-Flensburg, bang Schleswig-Holstein, Đức.